# Hierotheos (Mönch)
Hierotheos war ein Mönch im Hinterland Konstantinopels, der als Autor einer vergleichsweise umfangreichen Briefsammlung bekannt ist. Aufgrund von Hinweisen in seinem Werk lässt sich seine Lebenszeit in das dritte Viertel des 12. Jahrhunderts datieren. Damit kann er kaum identisch sein mit dem gleichnamigen Mönch, der ein jüngerer Freund des Anfang des 13. Jahrhunderts wirkenden Gelehrten Thomas Magistros war und sich ohne dessen Einwilligung auf den Athos zurückzog.
Die Epistolografie des früheren Hierotheos bietet detaillierte Einblicke in das Mönchsleben des griechischen Mittelalters, ist aber bislang nicht (bzw. nur in winzigen Ausschnitten) ediert oder übersetzt worden. Die Handschrift, deren größten Teil (270 von 335 Briefen) die Briefe des Hierotheos ausmachen, wird in der Rumänischen Akademie der Wissenschaften unter der Bezeichnung gr. 508 aufbewahrt.
Bemerkenswert ist, welche große Bedeutung Briefen in der byzantinischen Kultur beigemessen wurde; Hierotheos bezeichnet sie in einem seiner eigenen Briefe als „Geschenk Gottes“. Das Werk des Hierotheos ist also durchaus auch als künstlerische Betätigung und nicht bloß als reine Informationsübermittlung zu sehen.